# Кнут Бринилдсен
Кнут Бринилдсен (23. јул 1917 — 15. јануар 1986) био је норвешки фудбалер. Играјући за репрезентацију Норвешке између 1935–1940 и 1945–1948, успео је да постигне 10 голова у 18 наступа. Учествовао је на Светском првенству у фудбалу 1938. године.
На клупском нивоу, Бринилдсен је играо за Фредрикстад, где је помогао у освајању Норвешког купа 1935, 1936, 1938. и 1940. године, и титуле првака 1938, 1939. и 1949. године.